# نیکرکروین
نیکرکروین (به هلندی: Nijkerkerveen) یک منطقهٔ مسکونی در هلند است که در نی‌کرک واقع شده‌است. نیکرکروین ۱٬۵۲۸ نفر جمعیت دارد.